# Friuli Aquileia Pinot grigio
Il Friuli Aquileia Pinot Grigio è un vino DOC la cui produzione è consentita nella provincia di Udine.

## Caratteristiche organolettiche
- colore: giallo dorato o ramato.
- odore: caratteristico.
- sapore: asciutto, pieno, armonioso, caratteristico.

## Produzione
Provincia, stagione, volume in ettolitri
- Udine  (1990/91)  3636,15
- Udine  (1991/92)  3935,63
- Udine  (1992/93)  5186,76
- Udine  (1993/94)  4443,22
- Udine  (1994/95)  6548,68
- Udine  (1995/96)  5671,92
- Udine  (1996/97)  5683,74